# Ustonogi
Ustonogi, ustonogie (Stomatopoda) – rząd morskich skorupiaków z gromady pancerzowców o stosunkowo prymitywnej budowie z bardzo słabo wykształconym pancerzem, który to jest słabo zesklerotyzowany. Ciało mają wydłużone do długości 34 cm, z bardzo długim odwłokiem. Dorosłe skorupiaki prowadzą najczęściej ryjący tryb życia na dnie morza, a larwy spotykane są w planktonie. Dotychczas poznano około 170 gatunków.

## Budowa ciała
Głowa ustonogich jest stosunkowo duża, natomiast tułów jest słabo rozwinięty. Odwłok stanowi główną masę zwierzęcia. Pierwsze pięć segmentów tułowia słabo jest połączone z głową. Pozostałe trzy segmenty są wolne. Ostateczna segmentacja głowy nie zgadza się z metamerią embrionalną ani metamerią układu nerwowego. Głowa ma dwa pseudosomity wolne (oczny i czułkowy) ruchomo zestawione względem pozostałej części głowy. Przednia rostralna część pancerza, na której osadzone są antennae, także jest ruchoma w stosunku do reszty pancerza. Żuwaczki z trójczłonowymi głaszczkami dobrze rozwinięte, natomiast obie pary szczęk są bardzo słabo wykształcone. W pobieraniu pokarmu główną rolę mają szczękonóżki. Są one najlepiej rozwinięte ze wszystkich odnóży, są jednogałęziste. Szczególnie druga para jest silnie rozwinięta i stanowi główny narząd chwytny i zarazem obronny, nadając całemu zwierzęciu swoisty wygląd. Mają one silnie rozwinięty końcowy człon odnóża (dactylopodit) z silnymi kolcami, składający się w zagłębieniu członu przedostatniego (protopoditu) z okładziny. Pozostałe cztery pary też są uzbrojone w zakończenia chwytne, lecz małych rozmiarów. Tego rodzaju narządy chwytne nazywane są pseudoszczypcami. Odnóża wolnych segmentów tułowia są stosunkowo długie i cienkie, dwugałęziste o charakterze pływnym. Odnóża odwłokowe (pleopodia) są krótkie i blaszkowate. Na pięciu pierwszych parach umiejscowione są skrzela. Szósta para to uropodit, wraz z telsonem, tworzy płetwę ogonową. U samców pierwsza para pleopodiów funkcjonuje jako narząd kopulacyjny.

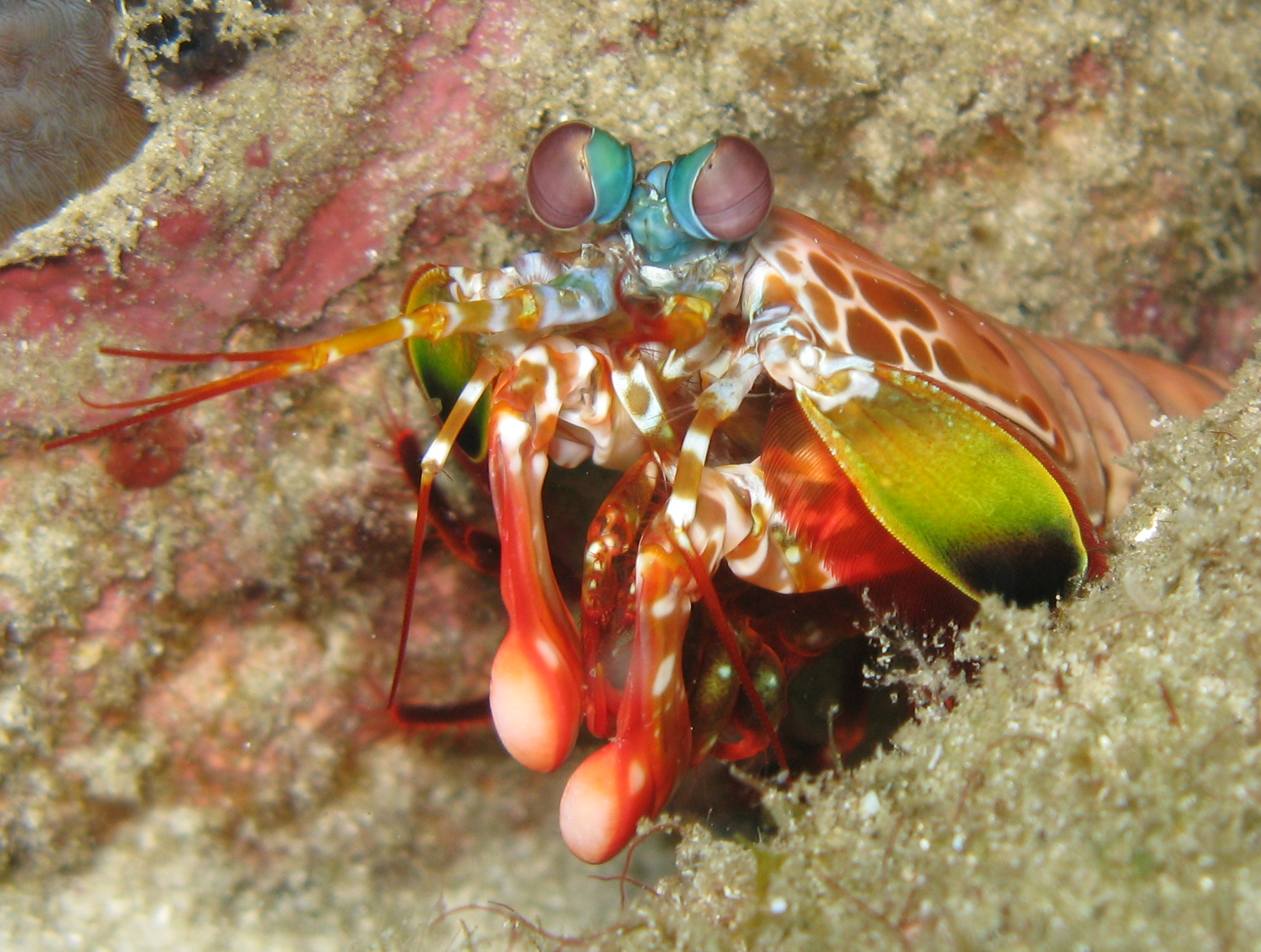
Rawka błazen (Odontodactylus scyllarus)

## Układ pokarmowy
Jelito ma dwa duże gruczoły wątrobo-trzustkowe, złożone z 8–10 ramion i ciągnie się do telsonu. Oprócz tego w części odbytowej uchodzą dwa małe uchyłki, nazywane gruczołami odbytowymi i mają one charakter wydalniczy.

## Układ krążenia
Serce jest długie, ciągnie się przez cały tułów i odwłok, ma liczne ostia (13 par, z których 6 par znajduje się w części tułowiowej i 7 par w odwłokowej). Oprócz tętnicy głowowej i ogonowej istnieją liczne (15 par) tętnice boczne i grzbieto-brzuszne.

## Układ nerwowy i narządy zmysłów
Układ nerwowy odpowiada segmentacji ciała. Pierwsze 8 zwojów tułowiowych zlane w jedną całość, ostatnie 3 zwoje oddzielne, podobnie jak 6 zwojów odwłokowych. Oko naupliusowe zachowuje się też u form dorosłych. Oczy ustonogich są uznawane za jeden z najbardziej skomplikowanych narządów wzroku w królestwie zwierząt – mogą rozpoznawać 12 podstawowych kolorów (oko człowieka 3) oraz rozpoznawać polaryzację światła.

## Układ rozrodczy
Są to organizmy rozdzielnopłciowe. Jajniki są parzyste i wydłużone, mieszczą się w tułowiu i uchodzą w 6 segmencie pojedynczym otworem, natomiast nieparzyste jądra, położone w telsonie, uchodzą w 8 segmencie tułowia parzystymi otworami. Jaja do czasu wylęgu są noszone przez samicę na ostatnich trzech parach szczękonóży. W momencie składania są skupione w grona wydzieliną cementową gruczołów trzech ostatnich segmentów tułowia. Przechodzą przeobrażenie, po 10–11 tygodniach wylęgają się larwy, tzw. erichthus, bardzo zaawansowane w rozwoju. Po pięciu linieniach, przez stopniowe wykształcenie pleomerów i pleopodiów i uwstecznienie egzopoditów przechodzi w stadium synzoea i zaczyna prowadzić pelagiczny tryb życia. Całkowity rozwój trwa kilka miesięcy.

## Ekologia
Występują w klimacie tropikalnym i subtropikalnym, sporadycznie w chłodniejszych wodach. Są mieszkańcami strefy przydennej, głównie mórz tropikalnych. Niektóre gatunki sięgają do głębokości 760 m. Występują gatunki mogące żyć w wodach słonawych. Zwykle są mieszkańcami skalistych wybrzeży, raf koralowych, a także i piaszczystego dna.

## Przykłady gatunków
- Rawka błazen (Odontodactylus scyllarus)
- Rawka wieszczka (Squilla mantis)

## Znaczenie gospodarcze
W większości jadalne, wchodzą w skład wielu potraw, m.in. sashimi i sushi. Do celów kulinarnych są używane m.in. Squilla desmaresti i Squilla oratoria.